# Debreceni Vasutas Sport Club 2012-2013
Questa voce raccoglie le informazioni riguardanti il Debreceni Vasutas Sport Club nelle competizioni ufficiali della stagione 2012-2013.

## Rosa
Fonte:
| N. |                       | Ruolo | Calciatore       |
| -- | --------------------- | ----- | ---------------- |
|    | Ungheria (bandiera)   | P     | Miklós Erdélyi   |
|    | Serbia (bandiera)     | P     | Nenad Novaković  |
|    | Montenegro (bandiera) | P     | Vukašin Poleksić |
|    | Ungheria (bandiera)   | P     | István Verpecz   |
|    | Ungheria (bandiera)   | D     | Csaba Bernáth    |
|    | Ungheria (bandiera)   | D     | Szabolcs Csorba  |
|    | Ungheria (bandiera)   | D     | Mihály Korhut    |
|    | Ungheria (bandiera)   | D     | Bence Ludánszki  |
|    | Ungheria (bandiera)   | D     | Péter Máté       |
|    | Ungheria (bandiera)   | D     | Norbert Mészáros |
|    | Ungheria (bandiera)   | D     | David Moll       |
|    | Ungheria (bandiera)   | D     | Zoltán Nagy      |
|    | Ungheria (bandiera)   | D     | Balázs Nikolov   |
|    | Germania (bandiera)   | D     | Dajan Šimac      |
|    | Ungheria (bandiera)   | D     | Istvan Szücs     |
|    | Ungheria (bandiera)   | C     | Ádám Bódi        |
|    | Francia (bandiera)    | C     | Selim Bouadla    |
|    | Francia (bandiera)    | C     | Slimane Bouadla  |

| N. |                     | Ruolo | Calciatore         |
| -- | ------------------- | ----- | ------------------ |
|    | Ungheria (bandiera) | C     | Péter Czvitkovics  |
|    | Ungheria (bandiera) | C     | Tibor Dombi        |
|    | Ungheria (bandiera) | C     | János Ferenczi     |
|    | Ungheria (bandiera) | C     | Tamás Huszák       |
|    | Ungheria (bandiera) | C     | Tamás Kulcsár      |
|    | Brasile (bandiera)  | C     | Lucas              |
|    | Honduras (bandiera) | C     | Luis Ramos         |
|    | Ungheria (bandiera) | C     | László Rezes       |
|    | Ungheria (bandiera) | C     | István Spitzmüller |
|    | Ungheria (bandiera) | C     | Péter Szakály      |
|    | Francia (bandiera)  | C     | Mamadou Wagué      |
|    | Francia (bandiera)  | A     | Adamo Coulibaly    |
|    | Ungheria (bandiera) | A     | Matyás Gál         |
|    | Ungheria (bandiera) | A     | Péter Pölöskey     |
|    | Senegal (bandiera)  | A     | Ibrahima Sidibé    |
|    | Ungheria (bandiera) | A     | Márk Szécsi        |
|    | Brasile (bandiera)  | A     | Vinicius           |